# Palechori Orinis
Palechori Orinis (gr. Παλαιχώρι Ορεινής) – wieś w Republice Cypryjskiej, w dystrykcie Nikozja. W 2011 roku liczyła 333 mieszkańców.